# Tag mit hjerte
Tag mit hjerte er en romantisk spændingsroman af den amerikansk forfatter Mary Higgins Clark og hendes datter, Carol. 

## Handlingen
To år efter at den kendte skuespillerinde Natalie Raines er blevet myrdet. Hendes eksmand og agent Gregg Aldrich har hele tiden været i politiets søgelys som eventuel gerningsmand. Nu står den småkriminelle Jimmy Easton imidlertid frem med nye oplysninger i sagen, for at få strafnedsættelse for nogle indbrud han har begået. Gregg Aldrich tiltales derfor og retssagen kan begynde.
| Bog | Spire Denne artikel om bøger og tidsskrifter er en spire som bør udbygges. Du er velkommen til at hjælpe Wikipedia ved at udvide den. |